# Kamaishi
Kamaishi (jap. 釜石市 Kamaishi-shi) – miasto portowe w Japonii, na wyspie Honsiu, w prefekturze Iwate. Ma powierzchnię 440,35 km². W 2020 r. mieszkało w nim 32 078 osób, w 14 684 gospodarstwach domowych  (w 2010 r. 39 574 osoby, w 16 070 gospodarstwach domowych) .

## Położenie
Miasto leży we wschodniej części prefektury nad Oceanem Spokojnym. Graniczy z miastami: Tōno oraz Ōfunato.

## Historia
Miasto powstało 5 maja 1937 roku.

## Przemysł
W mieście rozwinął się przemysł maszynowy, metalowy oraz hutniczy.